# سعید مفتی
سعید مفتی (عربی: سعيد المفتي؛ ۲۶ ژوئن ۱۸۹۸ – ۲۵ مارس ۱۹۸۹) سیاستمدار اهل اردن بود. وی سه بار از ۱۲ آوریل ۱۹۵۰ تا ۴ دسامبر ۱۹۵۰ و از ۳۰ مه ۱۹۵۵ تا ۱۵ دسامبر ۱۹۵۵ و سپس از ۲۲ مه ۱۹۵۶ تا ۱ ژوئیه ۱۹۵۶ نخست‌وزیر اردن بود.
سعید مفتی در ۲۵ مارس ۱۹۸۹، در سن ۹۰ سالگی درگذشت.